# Aonides nodosetosa
Aonides nodosetosa är en ringmaskart som beskrevs av Storch 1966. Aonides nodosetosa ingår i släktet Aonides och familjen Spionidae. Inga underarter finns listade i Catalogue of Life.